# Jushin Thunder Liger
Keiichi Yamada  (Japans: 山田 恵一, Yamada Keiichi), beter bekend als Jushin "Thunder" Liger of kortweg Jushin Liger [uitspraak: juːʃiːn tʏndər liːɡɑ)] (Japans: 獣神サンダー・ライガー, Jūshin Sandā Raigā), (Hiroshima, 10 november 1964) is een Japans voormalig professioneel worstelaar bekend van de federatie New Japan Pro Wrestling (NJPW) tussen 1984 en 2020. Liger stopte op 5 januari 2020 definitief met professioneel worstelen.
Jushin "Thunder" Liger groeide ondanks zijn kleine gestalte uit tot een van de grootste Japanse professioneel worstelaars aller tijden, mede door zijn revolutionaire worsteltechnieken, luchtbewegingen en accurate uitvoering. Hij was vier decennia actief en won 11 keer het 'IWGP Junior Heavyweight Championship', nog steeds een record. Liger was in de jaren negentig lid van World Championship Wrestling (WCW), met een overwinning tegen Rey Mysterio bij het evenement Starrcade (1996) als hoogtepunt. Hij is een voormalig winnaar van het WCW Light Heavyweight Championship.

## Jeugdjaren
In zijn laatste jaar middelbare school verloor hij als amateurworstelaar van Toshiaki Kawada in de finale van een nationaal toernooi. Hij zou later de ring delen met Kawada in New Japan Pro Wrestling (NJPW). Nadat hij begin jaren tachtig was afgestudeerd, meldde Yamada zich bij de "dojo" (jargon: trainingscentrum) van New Japan Pro Wrestling, in de hoop een professionele carrière uit te bouwen. Hij worstelde aanvankelijk onder de ringnaam Fuji Yamada. Hij werd eerst niet toegelaten omdat hij niet voldeed aan de strenge eisen die NJPW destijds stelde.
Hij vertrok naar Mexico en startte ginds met een opleiding. In Mexico was Yamada niet gelukkig en in Japan kreeg NJPW medelijden met hem. Men stelde voor dat hij terugkeerde. Terwijl hij zijn training voortzette, vierde Yamada zijn officiële debuut in maart 1984 op 19-jarige leeftijd, tegen Shunji Kosugi. Hij bestudeerde tevens verschillende mixed martial arts-stijlen, wat finaal resulteerde in zijn karakteristieke Abisegeri-kick.

## Professioneel worstelcarrière (1984-)

### Vroege jaren (1984-1989)

#### Training in Noord-Amerika (1987-1989)
Yamada begon zijn carrière in maart 1984, maar in zijn geboorteland werd eerst niet in hem geloofd. Hoewel hij over veel talent beschikte, wat hem jaren later meer dan alleen een populair gimmick zou opleveren, diende hij voor zijn ontwikkeling uit te wijken naar Noord-Amerika. Hij ontplooide zich tot allrounder en zogeheten "high-flyer", met een veelvuldigheid aan spectaculaire luchtbewegingen. Als onverschrokken innovator met veel lef versloeg hij tegenstanders met een mix van impactvolle manoeuvres en technieken die hij rechtstreeks haalde uit vechtsporten. Hij volgde een opleiding in NJPW, maar reisde van lieverlee af naar Canada waar Yamada in de leer ging bij Stu Hart, vader van Bret en Owen Hart. Hij was twee jaar lid van diens promotie Stampede Wrestling.

### World Championship Wrestling (WCW) (1992-1999)

#### Ruzie met Brian Pillman (1991-1992)
In december 1991 maakte hij voor het eerst zijn opwachting op Amerikaanse bodem, met name voor World Championship Wrestling (WCW). Het kwam tot enkele duels met Brian Pillman waarin het WCW World Light Heavyweight Championship op het spel stond. Liger won de titel uiteindelijk op 25 december 1991, maar moest de titelriem in februari 1992 alweer afstaan aan diezelfde Pillman. Hij verliet de federatie medio 1992.

#### Interactie tussen WCW en NJPW (1995-1999)
Liger keerde terug in 1995 en was aanwezig bij de allereerste aflevering van Monday Nitro, een show van WCW die de concurrentie aanging met de toen nog prille show Monday Night Raw van WWE. Hij streed er tegen vele tegenstanders zoals Brian Pillman, Dean Malenko, Rey Mysterio en Juventud Guerrera. Hij daagde Konnan uit voor het WCW World Heavyweight Championship bij het pay-per-view-evenement Slamboree (1996), maar verloor. Op Starrcade (1996) versloeg hij Rey Mysterio en veroverde het WCW Light Heavyweight Championship. In 1996 duelleerde hij even met Chris Jericho, die omwille van deze reden de ringnaam Super Liger aannam.
Begin december 1999 veroorzaakte Liger heel wat controverse omdat hij opdaagde als 'IWGP Junior Heavyweight Champion' (een Japans kampioenschap) tijdens een Amerikaanse tournee van NJPW. Bovendien moest Liger het kampioenschap tijdens een aflevering van Monday Nitro doorgeven aan Guerrera, nadat die laatste hem een klap uitdeelde met een flesje tequila.
Hij heroverde de titel een week later tegen Psicosis, die een geblesseerde Guerrera verving. Deze scripted aanpassing zorgde voor opschudding en werd als gênant beschouwd, daar Japanse strong style haaks tegenover de louter fictieve Amerikaanse stijl staat. NJPW koos ervoor om de titelwijziging niet te erkennen.
Liger trok in 1999 de deur van WCW achter zich dicht.

### New Japan Pro Wrestling (NJPW) (1984-)

#### Ontstaan van Jushin "Thunder" Liger
Yamada heeft sinds 1984 een contract bij New Japan Pro Wrestling, maar werkte door de jaren heen nauw samen met tal van Noord-Amerikaanse en Mexicaanse worstelpromoties zoals Ring of Honor (ROH) en Consejo Mundial de Lucha Libre (CMLL). Bij zijn terugkeer naar Japan introduceerde hij zijn afwerkingsbeweging Shooting Star Press, wat geschiedde in augustus 1987. Hij deed inspiratie op na het lezen van de manga Fist of the North Star. Hij speelde gedurende zijn hele carrière een rol die rechtstreeks kwam overgevlogen uit manga en anime.
De persona Jushin "Thunder" Liger was geïnspireerd op een anime met dezelfde naam die liep tussen maart 1989 en januari 1990. Dat laatste was niet ongebruikelijk in Japan, want zowel de karakters van Black Tiger (Eddie Guerrero) als Big Van Vader (Leon White) waren gebaseerd op personages uit animatiereeksen. Hierdoor bereikte Liger een jonge doelgroep. Het idee tot het dragen van een gehoornd masker was afgeleid van de tv-serie Mighty Morphin Power Rangers.
Na zijn Canadese excursie haalde NJPW hem terug naar Japan. Men bedacht voor hem een personage dat gebaseerd was op een extreem populaire anime superheld, Jushin Liger, ontworpen door mangaka Go Nagai. NJPW had zich er al eerder aan gewaagd met het personage van Eddie Guerrero, wat een enorm succes was. Hij droeg een imponerend kostuum evenals een demonisch uitziend masker dat voorkomt als tokusatsu in anime-programma's.

#### Carrière in NJPW
In de loop van 1987 en 1988 boekte Liger vooruitgang op technisch vlak en maakte af en toe kans op het 'IWGP Junior Heavyweight Championship, eerst tegen Owen Hart op 10 juni 1988 en daarna Shiro Koshinaka op 9 december 1988. Na verloop van tijd kwam Liger naar het voorplan als een van de belangrijkste lichte zwaargewichten van NJPW. Hij won 11 keer het 'IWGP Junior Heavyweight Championship' tussen 1989 en 1999.
Liger timmerde ook aan een succesvolle tag team-carrière. Hij won zes keer het 'IWGP Junior Heavyweight Tag Team Championship' met zes verschillende partners. In de jaren negentig werkte hij samen met The Pegasus Kid (Chris Benoit), waarna de twee het lange tijd tegen elkaar opnamen. Vanaf de eeuwwisseling vormde hij met Prince Devitt en Hirooki Goto de populaire heel worstelgroep Control Terrorism Unit (CTU), die bestond van 2001 tot 2007.
Voorts won Liger twee keer het NWA World Junior Heavyweight Championship op 4 januari 1997 en op 8 november 2014, het 'NWA Welterweight Championship' op 4 januari 1997 en het Best of the Super Juniors-toernooi driemaal in 1992, 1994 en 2001. Hij verwierf ook diverse andere onderscheidingen. Deze laatste kampioenschappen behoorden daarvoor tot de financieel overgenomen worstelpromotie National Wrestling Alliance (NWA), maar de titelriemen bleven verder bestaan. Ze werden geëxploiteerd door WCW, maar ook bekampt in NJPW.

#### Tussentijdse periodes in Amerikaans onafhankelijke circuit
Liger heeft in de loop der jaren bij verschillende Amerikaanse worstelpromoties opgetreden, onder andere Ring of Honor (ROH), Total Nonstop Action Wrestling. Bij Ring of Honor worstelde hij op 5 november 2004 aan de zijde van Bryan Danielson. Hij keerde nog eens terug, van 2014 tot 2016. Liger worstelde in augustus 2015 eenmalig voor World Wrestling Entertainment (WWE).
Hij was ook te zien als worstelaar bij minder kapitaalkrachtige, onafhankelijke promoties Pro Wrestling Guerrilla (PWG) en Jersey All Pro Wrestling (JAPW). Hij betwistte zijn enige MMA-gevecht op 30 november 2002 tegen Minoru Suzuki ter vervanging van de geblesseerde Kensuke Sasaki, maar Liger verloor in de eerste ronde.